# Karibibita
La karibibita es un mineral arsenito (agrupado dentro de los óxidos en la clasificación de Strunz), que fue descrito como una nueva especie mineral a partir de ejemplares de löllingita alterada encontrados en una pegmatita indeterminada rica en litio procedente de la zona de Karibib, Erongo (Namibia). El nombre procede del de la localidad tipo.

## Propiedades físicas y químicas
La karibibita aparece prácticamente siempre como microcristales o capilares extremadamente finos, agrupados de forma divergente, constituyendo esférulas. Presenta color amarillo anaranjado en las agujas individuales y marrón amarillento en la superficie de las esférulas más compactas. Es soluble tanto en ácidos como en álcalis fuertes. Químicamente es un arsenito, con el arsénico con valencia 3. Este mineral es el único conocido que tiene dos aniones distintos estructuralmente, uno formando cadenas y el otro dímeros.

## Yacimientos
La karibibita es un mineral raro, formado por alteración de arseniuros de hierro, principalmente de löllingita, conocido en alrededor de una veintena de localidades. Se han encontrado ejemplares notables en la mina Oumlil, distrito de Bou Azzer, provincia de Uarzazat, Marruecos, y también la mina Alcantarilla, en Belalcázar (Córdoba), España. En Chile se ha encontrado en las minas Jote y Veta Negra, en Tierra Amarilla, Copiapó.